# Коцулим Михайло
Михайло Коцулим (15 серпня 1886, с. Білий Потік, нині Чортківського району Тернопільської області — 1962, Канада) — один із першопоселенців у Канаді, просвітянський діяч.

## Життєпис
Прибув до Канади перед 1-шою світовою війною. 
Співзасновник товариства «Просвіта» у Монреалі, його голова (1929—1930, 1935, 1950—1951).
Ініціатор створення (1933) товариства «Просвіта» у поселенні Лашіні.

## Доробок
- Автор спомину «Як я став свідомим українцем у Канаді».